# Obdurodon insignis
Espèce
Obdurodon insignis est une espèce éteinte de monotrèmes qui vivait à l'Oligocène supérieur en Australie-Méridionale, où elle a été découverte en 1975 dans la « Formation Etudunna » dans le Désert de Tirari.
Son holotype est une molaire inférieure gauche qui se trouve au South Australia's Museum à Adélaïde. Elle comporte six racines. On a également retrouvé des M2 avec quatre racines et des fragments de mâchoire et de bassin. Obdurodon insignis a une canine (NC1) de plus que son ancêtre le Steropodon galmani. Son bec devait être relativement plus petit que celui de Obdurodon dicksoni.

## Systématique
L'espèce Obdurodon insignis a été décrite en 1975 par les paléontologues Michael O. Woodburne (d) et  Richard H. Tedford,.

## Étymologie
Son épithète spécifique, du latin insignis, remarquable, fait référence à l'importance de cette espèce du Tertiaire.

## Publication originale
- (en) Michael O. Woodburne et Richard H. Tedford, « The first Tertiary monotreme from Australia », American Museum Novitates, New York, Musée américain d'histoire naturelle, vol. 2588,‎ 1975, p. 1-11 (ISSN 0003-0082 et 1937-352X, OCLC 47720325, lire en ligne).